# José Luiz Olaio Neto
José Luiz Olaio Neto, né le 30 avril 1946 à São Carlos, au Brésil, est un ancien joueur brésilien de basket-ball.

## Palmarès
- 3e du championnat du monde 1967
- Finaliste du championnat du monde 1970